# Univerza Pariz-Saclay
Univerza Pariz-Saclay je javna raziskovalna univerza s sedežem v Parizu v Franciji.
Pariz-Saclay je dosegla poseben ugled v matematiki. Od leta 2021 so univerzitetni in povezani raziskovalni inštituti prejeli 12 univerzitetnih medalj.
Univerza v Parizu-Saclayju je bila na svetovni univerzitetni akademski lestvici (ARWU) leta 2020 na 14. mestu na svetu. Uvrstila se je na 1. mesto v svetu matematike in 9. na svetu v fiziki (1. v Evropi) ter kot 25. najboljši kraj za študij medicine in kmetijstva.
Od oktobra 2023 je univerza partner IPSA za dvojne diplome v letalstvu.